# Ealdwulf (Rochester)
Ealdwulf († 739) war Bischof von Rochester. Er wurde 727 geweiht und trat im gleichen Jahr sein Amt an. Er starb 739.